# Claudia Jamsson
Claudia Jamsson est une actrice pornographique hongroise, née le 12 octobre 1980 à Budapest.
Elle est également connue sous d'autres pseudonymes, notamment : Alice, Claudia Famsson, Claudia Jackson, Claudia Jameson, Claudia Janson...

## Biographie
Claudia commence sa carrière de hardeuse en 1998, après que Pierre Woodman  la remarque comme mannequin.
Par la suite, elle tourne dans plus d'une cinquantaine de films pour adulte, dont des supers productions chez le groupe Private, et dans de nombreux gonzo. Elle travaille notamment avec Rocco Siffredi, ainsi qu'avec Nacho Vidal. En 2006, le groupe private qui édite des DVD "best of" de leurs plus célèbres hardeuses, par leur collection " The Private Life of..." (suivi du nom de l'actrice), rend hommage à Claudia, avec l'édition: The Private Life Of Claudia Jamsson...
Elle a aussi joué pour les studios américains Red Light District Video, Wicked Pictures, Evil Angel...
Claudia interrompt définitivement sa carrière dans l'industrie pornographique en 2005.

## Filmographie
- Best Point of View (2006)
- Private Gems: The Best Scenes of the Year 2006 (2006)
- The Private Life of Claudia Jamsson (2006)
- Anal Hazard 2 (2005)
- Rocco: Animal Trainer 16 (2004)
- Hustler XXX 4 on 1 (2004)
- The Show Must Go On (2004)
- The Best by Private 62: Private Penthouse Greatest Moments 1 (2004)
- Sex Thriller (2003)
- No Limits 3 (2003)
- The Best by Private 45: Chicks & Big Dicks (2003)
- The Best by Private 46: Facial Shots (2003)
- Cum Dumpsters 2 (2003)
- Best Butt Fucks 2 (2003)
- Black and White Passion 3 (2003)
- I'm Your Slut (2003)
- Pleasures of the Flesh 2 (2003)
- Private Gold 57: Big Member (2003)
- Private Gold 58: Calendar Girl (2003)
- Private Lust Treasures 9 (2003)
- Marc Dorcel: Sex & Sun (2003)
- The Best by Private 41: White Girls with Black Guys (2003)
- Ultimate Asses 2 (2003)
- Private Gold 56: Gladiator 3 - Sexual Conquest (2002)
- Beautiful Girls 6 (2002)
- Euro Angels Hardball 17: Anal Savants (2002)
- True Anal Stories 15 (2002)
- Cum Dumpsters (2002)
- Private Black Label 26: Faust Power of Sex (2002)
- Psycho Sex (2002)
- Throat Gaggers 2 (2002)
- XXX Road Trip 2 (2002)
- Viernes 13: XXL (2001)
- Hardcore Innocence 2 (2001)
- Cumback Pussy 40 (2001)
- Max 2 (2001) (V) (as Claudia Jameson)
- Nacho Killer Pussy 3 (2001)
- Strassen der Lust (2001)
- Euro Angels Hardball 9: Screw University (2000)
- Shocking Stockings (2000)
- Fashion (2000)
- Die Tochter des Schmieds 1 (2000)
- Hustler XXX 1 (2000)
- Private Black Label 15: Indiana Mack - Sex in the Jungle (2000)
- Stories of Ass 2 (2000)
- XYZ (2000)
- Rocco's Initiations 2 (1999)
- Private Gold 39: Domestic Affairs (1999)
- Private Superfuckers 1: The Analsexplosion (1999)
- Safe Sex (1999)
- Claudia & Felicia Double Feet-ures (1998)